# Doryctes inopinatus
Doryctes inopinatus är en stekelart som beskrevs av Sergey A. Belokobylskij 1984. Doryctes inopinatus ingår i släktet Doryctes och familjen bracksteklar. Inga underarter finns listade i Catalogue of Life.